# Harry Chapin
Harry Forster Chapin, född 7 december 1942, död 16 juli 1981, var en amerikansk musiker som spelade folkrock. Han är mest ihågkommen för sin hit "Cat's in the Cradle" från 1974 som var etta i USA. Många artister har gjort covers på låten, bland andra Ugly Kid Joe och Johnny Cash. Andra kända låtar av Chapin är "Taxi" och "W.O.L.D.". Harry Chapin dog 1981 i en bilolycka.

## Diskografi
Album
- 1972 – Heads & Tales
- 1972 – Sniper & Other Love Songs
- 1974 – Short Stories
- 1974 – Verities & Balderdash
- 1975 – Portrait Gallery
- 1976 – Greatest Stories Live
- 1976 – On the Road to Kingdom Come
- 1977 – Dance Band on the Titanic
- 1978 – Living Room Suite
- 1979 – Legends of the Lost & Found
- 1980 – Sequel
- 1987 – Remember When the Music
- 1989 – Last Protest Singer
- 1990 – Harry Chapin: The Tribute Concert